# العلاقات البنينية القرغيزستانية
العلاقات البنينية القيرغيزستانية هي العلاقات الثنائية التي تجمع بين بنين وقيرغيزستان.

## مقارنة بين البلدين
هذه مقارنة عامة ومرجعية للدولتين:
| وجه المقارنة                                              | بنين            | قيرغيزستان                      |
| --------------------------------------------------------- | --------------- | ------------------------------- |
| المساحة (كم2)                                             | 114.76 ألف      | 199.95 ألف                      |
| عدد السكان (نسمة)                                         | 11.18 مليون     | 6.20 مليون                      |
| الكثافة السكانية (ن./كم²)                                 | 97.42           | 31.01                           |
| العاصمة                                                   | بورتو نوفو      | بيشكك                           |
| اللغة الرسمية                                             | لغة فرنسية      | اللغة الروسية، اللغة القيرغيزية |
| العملة                                                    | فرنك غرب أفريقي | سوم قيرغيزستاني                 |
| الناتج المحلي الإجمالي (بليون دولار)                      | 9.27 مليار      | 7.56 مليار                      |
| الناتج المحلي الإجمالي (تعادل القوة الشرائية) بليون دولار | 22.38 مليار     | 20.45 مليار                     |
| الناتج المحلي الإجمالي الاسمي للفرد دولار أمريكي          | 762             | 1.10 ألف                        |
| الناتج المحلي الإجمالي للفرد دولار أمريكي                 | 2.03 ألف        |                                 |
| مؤشر التنمية البشرية                                      | 0.480           | 0.655                           |
| رمز المكالمات الدولي                                      | +229            | +996                            |
| رمز الإنترنت                                              | .bj             | .kg                             |
| المنطقة الزمنية                                           | ت ع م+01:00     | ت ع م+06:00                     |

## منظمات دولية مشتركة
يشترك البلدان في عضوية مجموعة من المنظمات الدولية، منها:
| علم المنظمة | اسم المنظمة                        | تاريخ انضمام بنين | تاريخ انضمام قيرغيزستان |
| ----------- | ---------------------------------- | ----------------- | ----------------------- |
|             | مؤسسة التنمية الدولية              | 16 سبتمبر 1963    | 24 سبتمبر 1992          |
|             | يونسكو                             | 18 أكتوبر 1960    | 2 يونيو 1992            |
|             | وكالة ضمان الاستثمار متعدد الأطراف | 26 سبتمبر 1994    | 21 سبتمبر 1993          |
|             | الأمم المتحدة                      | 20 سبتمبر 1960    | 2 مارس 1992             |
|             | الاتحاد البريدي العالمي            | ?                 | ?                       |
|             | البنك الدولي للإنشاء والتعمير      | 10 يوليو 1963     | 18 سبتمبر 1992          |
|             | منظمة التعاون الإسلامي             | ?                 | ?                       |
|             | منظمة حظر الأسلحة الكيميائية       | ?                 | ?                       |
|             | الاتحاد الدولي للاتصالات           | 1961              | 20 يناير 1994           |
|             | مؤسسة التمويل الدولية              | 5 فبراير 1987     | 11 فبراير 1993          |
|             | منظمة التجارة العالمية             | ?                 | ?                       |
|             | منظمة الشرطة الجنائية الدولية      | ?                 | ?                       |

## وصلات خارجية
- موقع وزارة الخارجية البنينية
- موقع وزارة الخارجية القيرغيزستانية